# Città di Manningham
La città di Manningham (in inglese City of Manningham) è una Local Government Area che si trova nell'area metropolitana di Melbourne, nello Stato di Victoria. Essa si estende su una superficie di 113 chilometri quadrati e ha una popolazione di 111 300 abitanti. La sede del consiglio si trova a Doncaster.
Situata nella periferia nord-est di Melbourne, la municipalità di Manningham è stata creata il 15 dicembre 1994 nell'ambito della riorganizzazione generale dei confini degli enti territoriali dell'area di Melbourne. Il nuovo comune contiene la precedente Città di Doncaster e Templestowe, ad eccezione di Ringwood North ceduto alla nuova Città di Maroondah e con l'aggiunta di Wonga Park appartenuta in precedenza a Shire of Lillydale.
Il nome del vicino sobborgo di Bulleen era quello inizialmente proposto per il nuovo comune, in quanto già appartenuto all'ente locale che precedette la Città di Doncaster e Templestowe. I residenti attuali però hanno creduto che il nome migliore fosse quello ricavabile da una delle strade principali, Manningham Road. L'origine del nome di Manningham Road non è certa, ma proverrebbe molto probabilmente dalla regione di Bradford nel West Yorkshire, in Inghilterra, come il nome Doncaster proviene dallo Yorkshire.